# Eistinkari
Eistinkari är en klippa i Finland.   Den ligger i kommunen Fredrikshamn i  landskapet Kymmenedalen, i den södra delen av landet, 130 km öster om huvudstaden Helsingfors.
Terrängen runt Eistinkari är mycket platt. Havet är nära Eistinkari åt sydväst.  Närmaste större samhälle är Fredrikshamn, 7,9 km norr om Eistinkari. 